# 短尾短刺圓魨
短尾短刺圓魨為輻鰭魚綱魨形目四齒魨亞目四齒魨科的其中一種，東印度洋澳洲南部及塔斯馬尼亞島海域及半鹹水域，棲息深度可達20公尺，體長可達28.9公分，棲息在底層水域，為夜行性，生活習性不明。